# Eulasia hybrida
Eulasia hybrida är en skalbaggsart som beskrevs av Edmund Reitter 1890. Eulasia hybrida ingår i släktet Eulasia och familjen Glaphyridae. Inga underarter finns listade i Catalogue of Life.